# Pseudoplantago
Pseudoplantago je rod trajnica i polugrmova iz porodice štirovki smješten u tribus Pseudoplantageae, dio potporodice Gomphogynoideae . Postoje dvije priznate vrste, jedna iz Venezuele (endem), i jedna iz sjeverne Argentine i južnog Brazila

## Vrste
1. Pseudoplantago bisteriliflora C.C.Towns, Venezuela
2. Pseudoplantago friesii Suess.